# Fisher (Arkansas)
Fisher és una població dels Estats Units a l'estat d'Arkansas. Segons el cens del 2000 tenia 265 habitants.

## Demografia
Segons el cens del 2000, Fisher tenia 265 habitants, 111 habitatges, i 74 famílies. La densitat de població era de 319,7 habitants/km².
Dels 111 habitatges en un 33,3% hi vivien nens de menys de 18 anys, en un 49,5% hi vivien parelles casades, en un 8,1% dones solteres, i en un 33,3% no eren unitats familiars. En el 29,7% dels habitatges hi vivien persones soles el 12,6% de les quals corresponia a persones de 65 anys o més que vivien soles. El nombre mitjà de persones vivint en cada habitatge era de 2,39 i el nombre mitjà de persones que vivien en cada família era de 2,84.
Per edats la població es repartia de la següent manera: un 24,9% tenia menys de 18 anys, un 7,2% entre 18 i 24, un 30,9% entre 25 i 44, un 24,9% de 45 a 60 i un 12,1% 65 anys o més.
L'edat mediana era de 37 anys. Per cada 100 dones de 18 o més anys hi havia 97 homes.
La renda mediana per habitatge era de 19.286 $ i la renda mediana per família de 24.500 $. Els homes tenien una renda mediana de 22.500 $ mentre que les dones 12.656 $. La renda per capita de la població era de 10.334 $. Entorn del 24,4% de les famílies i el 29,2% de la població estaven per davall del llindar de pobresa.

## Poblacions més properes
El següent diagrama mostra les poblacions més properes.